# 吉田東洋
吉田 東洋（よしだ とうよう）は、江戸時代後期（幕末）の土佐藩士・参政。諱は正秋。東洋は号。後藤象二郎は義理の甥にあたる。

## 出自
吉田氏は、藤原北家・俵藤太秀郷の後裔。土佐国長岡郡江村郷の吉田城を本貫とした香美郡夜須城主・吉田備後守重俊の孫である吉田俊政（孫助）が直接の先祖であり、吉田正義（市左衛門）の嫡流の子孫にあたる。
戦国期の吉田氏は長宗我部元親に仕えた。吉田正義は英才有能であったため山内一豊の入国後、一豊から三顧の礼をもって仕官を勧められ、土佐藩上士として迎え入れられた。

## 生涯
文化13年（1816年）、土佐藩上士・吉田光四郎正清の四男として高知城下帯屋町にて誕生。文政6年（1823年）、庶兄の早世によって嗣子となる。天保8年（1837年）、口論の末に家僕を無礼討ちしたことから蟄居する。天保12年（1841年）、父・正清の死去により家督を相続する。
天保13年（1842年）9月、船奉行として出仕し同年11月には郡奉行に転じて民政に携わる。13代藩主・山内豊熈の進める藩政改革に参与し、飢饉に備えた藩営備蓄の「済農倉」設立を進言する。弘化2年（1845年）に病により無役となったが、人事や法令改正、海防等の意見書である『時事五箇条』を提出する。弘化4年（1847年）には船奉行として再出仕する。嘉永元年7月25日（1848年8月23日）、後藤正晴が病死すると、その遺児・後藤保弥太（後の後藤象二郎）を父親代わりになって養育する。
嘉永元年（1848年）12月、藩主・豊熈の死去に伴って無役となる。嘉永4年（1851年）には近畿地方（上方）を遊歴し、伊勢国の漢学者・斎藤拙堂や京都の梁川星巌や頼三樹三郎らに会して見聞を広げた。嘉永6年（1853年）7月、15代藩主・山内豊信（容堂）によって大目付に抜擢され、12月には参政として強力に藩政改革を主導した。安政3年（1855年）3月、参勤交代に伴って江戸へ出府して藤田東湖や塩谷宕陰、安井息軒らと親交を結ぶが、酒宴における旗本殴打事件を引き起こして罷免される。さらに家禄を150石に減らされたうえ、帰郷して隠居を余儀なくされた。帰郷後は高知郊外に私塾（少林塾）を開き、後藤象二郎や乾退助、福岡孝弟、岩崎弥太郎等の若手藩士に教授するが、やがて、彼らが「新おこぜ組」と称される一大勢力となり、幕末期の土佐藩の動向に大きな影響を与えた。
安政4年（1857年）12月に赦免された東洋は、新知150石役高300石を給され、翌年1月には参政として藩政に復帰する。法律書『海南政典』を定め、門閥打破・殖産興業・軍制改革・開国貿易等、富国強兵を目的とした改革を遂行する。しかし、このような革新的な改革は、保守的な門閥勢力や尊皇攘夷を唱える土佐勤王党との政治的対立を生じさせる結果となった。文久2年4月8日（1862年5月6日）、藩主の山内豊範に本能寺の変について講義を行い、最終講義だったため酒肴にあずかって亥の刻（午後10時頃）雨の中帰途についたが、帰邸途次に土佐勤王党の那須信吾・大石団蔵・安岡嘉助によって暗殺された。享年47。
東洋が死去した際、子・正春は僅か11歳であった。2年後に母も病死して孤児となったため、後藤象二郎が引き取って育てた。
1958年（昭和33年）2月、高知市教育委員会により高知市追手筋に「吉田東洋先生記念之地」の碑が建立された。

## 逸話
- 酒宴の際、山内容堂が家臣に「俺が武将であれば、誰に似ておるか」と尋ねた。家臣が「畏れながら毛利元就」と答えると、容堂は寂しそうに「東洋ならば、織田信長と答えただろう」と言ったとされる[4]。
- 剣術は、一刀流・大石神影流を学んでいる。
- 江戸での不祥事により禁足中だった時期に安政東海地震が発生し、「やるべきことは分かっているのに何もできない…」と身の上を嘆いて、自身を「土佐罪人」と記した『大震行』という漢詩を制作している[5]。

## 評価
- 藤田東湖 「足下の才を以て英主容堂の如きを戴く、土藩の為に慶賀に堪えず。ただ足下自ら謹慎する所なくんば単に一身の不幸のみならず、或は土藩振興の機を阻むの恐あり」[6]

- 長井雅楽 「今の天下に共に語るべき者は、土佐の吉田元吉一人なり」[7]

- 斉藤拙堂 「土佐の吉田は名剣にして鞘なきが如し。必ず自ら傷くるに至らんか」[6]

- 寺田志斎 「吉田氏、もとより才能あり。しかのみならず学力あり。されど驕慢独智にて人の言葉を容れず、事を断ずるに苛酷多し」[8]

- 田中光顕 「吉田元吉は確かに藩中の人物であった。容堂が、彼を大監察より一躍にして参政に抜いたのは、その才器を認めたからで、臣下の彼に対しても『先生』の尊称を用いていた」[9]

- 谷干城 「非常の俊傑なり。自分はかつて横井小楠翁にも出逢いたるが、それより以上の人物なりと覚えたり。飛び返り早し永らえば勤王論となりしならん。先生はただ頑固なる勤王嫌いにあらず。未だその時機にあらずということをよくいいたり。時機にあらずして、その事を唱うるは勤王家を危うずるなりといわれ、その語気中に時機来れば御前達のいう事を待たぬという気色現われたり」[10]

- 佐々木高行 「吉田は人物であったに違いない。それは非凡な人であると思う。けれどもその遣り口、人となりについては、今に敬服はできぬ」[11]

## 系譜
- 祖父：吉田正幸
- 父：吉田光四郎正清（上士、馬廻格・200石）
- 母：吉田正幸の娘
- 室：琴 - 後藤正澄の三女。はとこに後藤象二郎。
  - 嫡男：吉田正春（源太郎、後に外交官）

## 関連作品
映画
- 『人斬り』（1969年、監督：五社英雄、演：辰巳柳太郎）
- 『商魂一代　天下の暴れん坊』（1970年、東宝、監督：丸山誠治、演：仲代達矢）[12]

舞台
- 『刀剣乱舞維伝 朧の志士たち』（2019年 - 2020年、演：唐橋充）

漫画
- 『猛き黄金の国』（本宮ひろ志）
- 『お〜い!竜馬』（画：小山ゆう、原作：武田鉄矢）
- 『竜馬がゆく』（画：鈴ノ木ユウ、原作：司馬遼太郎）

小説
- 『幕末 土佐の夜雨』（司馬遼太郎）

ゲーム
- 『龍が如く 維新!』（声：石塚運昇）

TVアニメ
- 『お〜い!竜馬』（1992年、NHK総合、声：加藤精三）

TVドラマ
- 『竜馬がゆく』（1968年、NHK大河ドラマ、演：森雅之）
- 『天皇の世紀』（1971年、朝日放送、演：志村喬）
- 『幕末青春グラフィティ 坂本竜馬』（1982年、日本テレビ、演：土屋嘉男）
- 『竜馬がゆく』（1982年、テレビ東京、演：川辺久造）
- 『竜馬がゆく』（1997年、TBSテレビ、演：村井国夫）
- 『竜馬がゆく』（2004年、テレビ東京 開局40周年記念ベルーナ新春ワイド時代劇、演：萩原流行）
- 『龍馬伝』（2010年、NHK大河ドラマ、演：田中泯）